# 冬野みずき
冬野 みずき（ふゆの みずき、1987年2月5日 - ）は、日本のAV女優。ファイブプロモーション（マークスグループ）所属。
東京都出身。身長:153cm。スリーサイズ:B85(C)・W58・H87。血液型:A型。

## 略歴・人物
2007年にSODクリエイトより作品デビュー。作品発表当時は現役の大学生であった。

## 出演作品

### アダルトビデオ
2007年
- 一度はやりたい水泳インストラクター （4月5日、SODクリエイト）
- ある朝起きたら、家に美女が100人来た! （5月3日、V&Rプロダクツ）…共演:日高ゆりあ、落合ゆき、安堂結衣、早坂めぐ、高嶺みりあ、音原亜子、樹林れもん 他
- 泥酔女手コキ 救急隊 （5月4日、ナチュラルハイ）…オムニバス作品
- えっ!? レンタルビデオ屋のお仕事って求人広告を出して何も知らず面接に来た女の子に「手コキ付きビデオBOX」で働いてもらっちゃったビデオ （5月17日、SODクリエイト）…オムニバス作品
- 女子校生のファーストキス 2 （6月8日、サンクチュアリ）…オムニバス作品
- お悩み相談室 15 （6月15日、ゴーゴーズ）…オムニバス作品
- ようこそ催淫（アブナイ）世界へ 2 おマタ開いて心を閉じて イキたい女の股ぐら事情 （6月21日、アテナ映像）…オムニバス作品 他出演:瑞紀志穂、月嶋りお、丸山亜紀
- Let's突撃 土下座ナンパ 171 （6月30日、シュガー・ワークス）…オムニバス作品
- 密室エレベーター 5 〜痴漢の魔の手が少女を襲う〜 （7月20日、サンクチュアリ）…オムニバス作品
- 性 マングリ女学園 エッチなテストは100点満点!! （7月25日、TMクリエイト）…共演:青木里菜、椎名あこ、春姫いぶき、藤本麻美
- 若妻の交尾 56 （8月2日、ジュエル） ※「冬野かすみ」名義
- 初めての美少女浣腸 （8月16日、LADY×LADY）…共演:ありさ、なごみ、あいみ 他
- 肛門ハイスクールアナルFUCK （8月19日、クロス）…共演:望月加奈、青木里菜、椎名あこ、宝部ゆき、中村さら、春妃いぶき、藤本麻美
- サドマゾ集団レズビアン! 不平等な凌辱ギャル痴女マニアックLOVE （8月19日、クロス）…共演:仲村もも、飯島加奈、山本凛、宝部ゆき、青木里菜
- 浣腸スポーツ大会 （9月1日、V (ヴィ)）
- 新刊雑誌の読者モデル選考会に応募してきた女をレズ審査員がヤる （9月7日、カッコイイ!）…オムニバス作品 他出演:瞳れん、真鍋あや、紗倉もも、桜井舞、佐原みつな、高嶺みりあ、芹川レイラ、樹林れもん、もえ
- 体育尻 （9月13日、アロマ企画）…オムニバス作品
- 女だけのサディスティック天国 02 （9月19日、クロス）…共演:宝部ゆき、麻生岬、藤本麻美、春妃いぶき
- 女を狂わす惚れ薬を手に入れた （9月20日、SODクリエイト）…共演:松野ゆい、国生みさき、新垣さや、島田香奈、酒井みう 他
- ○学生を強制パイパンにしてブッ壊せ! （9月20日、ナチュラルハイ）…オムニバス作品
- 黒ブーツ 2 （9月21日、フリーダム）…共演:村瀬優花、蒼崎センナ、愛田ゆなる
- 浴衣人妻発情事情 参章 （9月25日、ダンピール）
- 悪ノリ隊が街行くお嬢さんに浣腸三昧!! 3 （10月1日、V）…オムニバス作品
- 最初で最後の卒業式露出 （10月18日、SODクリエイト）…共演:国生みさき、樹林れもん、佐原みつな 他
- 爆撮 スカートめくり 外伝 vol.2 （10月19日、サンクチュアリ）…オムニバス作品
- ぺたんこパンプス （10月31日、フリーダム）…共演:村瀬優花、蒼崎センナ、愛田ゆなる
- OLの黒ソックズ （10月31日、フリーダム）…共演:村瀬優花、蒼崎センナ、愛田ゆなる
- 少年看守レディのお仕事 （11月8日、SODクリエイト）…共演:小春 他
- パイパン娘の自画撮りオナニー （11月13日、カルマ）…オムニバス作品
- ま○こもアナルもベロベロしゃぶり合うレズ （11月19日、アイリング）…共演:春名えみ
- 渋谷ギャル捕獲５匹!　自分よりカワイイ友達を呼べ!と脅して、来た友達も当然犯して 最終的に美人をレイプするビデオ （12月6日、サディスティックヴィレッジ）…オムニバス作品 他出演:ひかり、さつき、りな
- パイパン娘30人 パイパン大運動会 （12月13日、カルマ）…共演:小春、田中美久、優美あい、楠木もも、加護範子、内藤ゆり菜、七瀬かすみ、島谷聖羅、宮咲志帆、佐藤あや、瀬谷エミリ、那月りの、夏芽涼、神谷まり、立花さくら、日高ゆりあ、村上里沙、安藤なつ妃、藤谷リリ、加納さつき、二階堂ローザ、工藤なつき、長谷川愛未、矢沢りん、如月ナオ、矢吹怜子、れいか、雨宮あいこ、辻ありす
- 覗かれた女ざかりのエロス ベロベロ舐め日記 （12月26日（レンタル）／2008年3月6日（セル）、ディープス）…オムニバス作品 他出演:北上静香、松沢優、中川ユリ、小松ユリナ

2008年
- ピストン騎乗位 3 （1月13日、アロマ企画）…オムニバス作品 他出演:中山りお、月嶋りお、夏美まや、藤木雪乃
- 生乳房 強制揉みしだき 2 （1月25日、アロマ企画）…オムニバス作品 他出演:石田えり、山本凛、藤咲飛鳥、秋本由香里、霧島さつき、神谷まり
- 足ピ〜ン 角オナニー 3 （2月25日、アロマ企画）…オムニバス作品 他出演:牧野蜜 他
- こだわりの手コキ 人妻編 （3月8日、隼エージェンシー）…オムニバス作品 他出演:松浦ユキ、小野今日子、川瀬さやか、高坂レイ、志村玲子、佐野ともか、押切麗奈、原美園、上原リナ、藤堂直美、佐倉あつこ、五島せり、城本久美、押切あやの、丸山亜希、水川彩子、くれは沙弥、白澤フタバ、竹下あや、下北やよい、藤咲飛鳥、小泉千夏、山咲愛
- XXXXX! [ファイブエックス] 熊本完全素人編 （3月19日、シャイ企画）…オムニバス作品 他出演:なのは、国仲ありす、伊沢千夏、七咲楓花
- コスプレイベント撮影会 （3月21日、TMA）…オムニバス作品 他出演:桜井舞、はるか悠、村瀬優花、神楽恵、佐原みつな、藤沢ローラ、山田美樹、綾瀬みゅう、華原ゆい、風谷音緒、霧島さつき、芹川レイラ、蛯沢ケイ
- 少女恥態 （3月31日、アヴァ）
- 美女エステ中出し完全盗撮 4 （4月12日、ラハイナ東海）…オムニバス作品 他出演:芹澤かなえ 他
- 何もこんな場所で勃たせなくても… 無邪気に勃起させてくれるかわいいチビっ娘たち （4月17日、SODクリエイト）…共演:瀬戸ひなた、永瀬あき、河愛杏里 他
- 女尻ピストン騎乗位 （4月19日、ラハイナ東海）…オムニバス作品
- ドM美女の我慢顔 （4月19日、ラハイナ東海）…オムニバス作品
- 痙攣浣腸アクメ 3 （5月1日、V）…オムニバス作品
- フィストファック 緊縛イキ地獄 （5月1日、コア）
- アナルバイブの虜 1 （5月2日、プールクラブエンタテインメント）…オムニバス作品 他出演:風谷音緒、上原結衣、望月ゆみ、三村佳奈、詩音
- フェラコレ熟女編 2 （5月14日、隼エージェンシー）…オムニバス作品 他出演:松浦ユキ、村上涼子、望月ゆみ、篠原優衣、水川彩子、三浦百合子、有田典子、牧野遥、藤咲飛鳥、間宮志乃、下北やよい、中村綾乃、艶堂しほり、上原リナ、城山みずき、押切あやの、水野優、間宮いずみ、北原夏美、天海ゆり、松嶋ルリ、竹下あや 他
- Demolition Woman （7月10日、C-Format）…共演:千尋、宮園麗華、詩音
- 閉ざされた未来と絶望的な現実と… （7月10日、C-Format）…オムニバス作品 他出演:宮園麗華、千尋、詩音
- サド女達の密室監禁調教 （7月20日、C-Format）…共演:詩音、村瀬優花、柳田やよい、千尋、宮園麗華
- 緊縛イラマチオ 10人の口便器女 （8月1日、コア）…オムニバス作品 他出演:藍花、ひなの、春妃いぶき、泉まりん、有賀知弥、那月りの、神谷まり、夏芽涼、詩音
- 逆陵辱学園 （9月16日、マキシング）…オムニバス作品 共演:千尋、桜井舞、朝比奈マキ、間宮いずみ 他出演:夏川真希、杉浦まな、椎名あみ、大貫かりん、笹木あやか
- Adrenalin （10月1日、FETISH G）…共演:詩音
- リアル・オーガズム （10月1日、三和出版）…オムニバス作品 他出演:森山紗希、菊川麻里
- 猥褻 紐オナニー 卑猥 （11月5日、C-Format）…オムニバス作品 他出演: 詩音、宮園麗華、千尋
- The Neck is Wrung by an Own Hand （11月10日、FALL IN DOWN）…オムニバス作品 他出演:春妃いぶき、柳田やよい、矢沢リン
- パンチ&ビンタ （12月15日、オンエアー）…共演:詩音
- 至極、地獄、極楽。 chapter.6 （12月19日、十色）…共演:村瀬優花、柳田やよい、詩音
- 対面相互愛撫 ま○こイジりながらち○ぽシゴかれちゃった僕。 （12月25日、アロマ企画）…オムニバス作品 他出演:青空のん、亜佐倉みんと、芹沢明菜、真心実、七瀬かすみ

2009年
- 強制オナニー三昧 朝から晩まで女性にオナニーを強制され続けた不運な日 （1月25日、アロマ企画）…オムニバス作品 他出演:亜佐倉みんと、芹沢明菜、三枝みのり、国見奈々
- ちゃんと見ててね、私のオナニーはじめるわよ!! （2月20日、十色）…オムニバス作品 他出演:詩音、中原美姫、千尋
- ザーメンぐちゅぐちゅすりこみオナニー（4月17日、INAZUMA）…オムニバス作品 他出演:村瀬優花、大槻ひびき、矢沢るい
- 背後からの手コキ 思わず発射! (6月4日 アイエナジー)…オムニバス作品 他出演:麻生梨奈、大槻ひびき、成瀬心美、COCO@
- 火曜日は全裸登校日 3 (6月4日 アキノリ)…共演:宝生優果、芽衣奈、風谷音緒、RUMIKA 他

### イメージビデオ
- ぱいぱん向上委員会 2 特別編 （2007年7月25日、力武堂EX）
- ぱいぱん向上委員会 02 （2007年8月29日、力武堂EX）

## 書籍

### 写真集
- 冬野みずき （2007年8月18日、力武堂EX）